# Copa de Corea del Sur 2021
La Korean FA Cup 2021 (llamada por razones de patrocinio como Hana Bank FA Cup) fue la 26.ª edición de esta competición anual de la Copa de Corea del Sur. Inició el 6 de marzo con la primera ronda y finalizó el 11 de diciembre en el DGB Daegu Bank Park con la final de vuelta. El campeón participó en la Liga de Campeones de la AFC 2022. El Jeonnam Dragons fue el campeón del torneo.

## Calendario
El calendario fue anunciado el 1 de marzo de 2021.
| Etapa            | Fechas                                         | Número de equipos participantes | Clubes entrantes en esta ronda                                                          |
| ---------------- | ---------------------------------------------- | ------------------------------- | --------------------------------------------------------------------------------------- |
| Primera ronda    | 6 y 7 de marzo                                 | 30 (9+12+9) → 15                | - 9: equipos de la K3 League - 12: equipos de la K4 League - 9: equipos de la K5 League |
| Segunda ronda    | 27 y 28 de marzo                               | 32 (6+1+10+15) → 16             | - 6: clubes de la K3 League - 10: clubes de la K League 2 - 1: equipo de la K5 League   |
| Tercera ronda    | 14 de abril                                    | 24 (16+8) → 12                  | - 8: clubes de la K League 1 2021                                                       |
| Cuarta ronda     | 26 de mayo                                     | 16 (12+4) → 8                   | - 4: clubes participantes de la Liga de Campeones de la AFC                             |
| Cuartos de final | 18 de agosto                                   | 8 → 4                           |                                                                                         |
| Semifinales      | 27 de octubre                                  | 4 → 2                           |                                                                                         |
| Final            | 24 de noviembre (ida) 11 de diciembre (vuelta) | 2 → 1                           |                                                                                         |

## Primera ronda
| Equipo 1           | Resultado    | Equipo 2           |
| ------------------ | ------------ | ------------------ |
| Pocheon Citizen    | 0–0 (3–2 p.) | Changwon Citizen   |
| Yangju Citizen     | 1–1 (4–3 p.) | Jinju Citizen      |
| Seoul Nowon United | 0–1          | Paju Citizen       |
| Cheonan City       | 4–1          | Incheon Namdong    |
| Siheung Citizen    | 2–0          | Ulsan Citizen      |
| Together           | 0–2          | Zamiks             |
| Phoenix            | 1–2 (t. s.)  | Pyeongtaek Citizen |
| 523 FC             | 0–9          | Jeonju Citizen     |
| Chungju Citizen    | 1–1 (5–6 p.) | Yangpyeong         |
| Yeoju              | 4–4 (4–5 p.) | Goyang Citizen     |
| SMC Engineering    | 0–5          | Cheongju           |
| Majang             | 0–3          | Songwol            |
| Daejeon KORAIL     | 3–1          | Hwajeong           |
| Seoul Jungrang     | 0–2          | Gimpo              |
| Chuncheon Citizen  | 5–1          | Doksuri (Eagles)   |

## Segunda ronda
| Equipo 1          | Resultado    | Equipo 2                     |
| ----------------- | ------------ | ---------------------------- |
| Pocheon Citizen   | 1–0          | Gangneung City               |
| Gyeongju KHNP     | 0–0 (3–4 p.) | Yangju Citizen               |
| Paju Citizen      | 1–4 (t. s.)  | Daejeon Hana Citizen         |
| Anyang            | 5–1          | Cheonan City                 |
| Gimhae            | 2–1          | Siheung Citizen              |
| Bucheon FC 1995   | 3–1          | Jaemix                       |
| Gimcheon Sangmu   | 8–0          | Pyeongtaek Citizen           |
| Busan IPark       | 2–1 (t. s.)  | Jeonju Citizen               |
| Ansan Greeners    | 1–0          | Yangpyeong                   |
| Chungnam Asan     | 3–1          | Goyang Citizen               |
| Cheongju          | 1–1 (5–4 p.) | Hwaseong                     |
| Seoul E-Land      | 5–0          | Songwol                      |
| Daejeon KORAIL    | 0–1          | Gyeongnam                    |
| Mokpo             | 1–0          | Gimpo                        |
| Chuncheon Citizen | 0–3          | Busan Transportation Company |
| Jeonnam Dragons   | 11–0         | Cheongsol                    |

## Tercera ronda
| Equipo 1                     | Resultado    | Equipo 2                |
| ---------------------------- | ------------ | ----------------------- |
| Pocheon Citizen              | 0–2          | Yangju Citizen          |
| Daejeon Hana Citizen         | 1–2          | Suwon Samsung Bluewings |
| Incheon United               | 0–3          | Anyang                  |
| Gimhae                       | 1–1 (4–3 p.) | Bucheon FC 1995         |
| Gimcheon Sangmu              | 1–0          | Jeju United             |
| Seongnam                     | 1–0          | Busan IPark             |
| Ansan Greeners               | 0–1          | Chungnam Asan           |
| Cheongju                     | 1–2          | Gangwon                 |
| Seoul                        | 0–1          | Seoul E-Land            |
| Gyeongnam                    | 3–1 (t. s.)  | Mokpo                   |
| Busan Transportation Company | 2–2 (5–3 p.) | Gwangju                 |
| Suwon                        | 1–1 (4–5 p.) | Jeonnam Dragons         |

## Cuarta ronda
| Equipo 1                     | Resultado     | Equipo 2        |
| ---------------------------- | ------------- | --------------- |
| Jeonbuk Hyundai Motors       | 0–0 (9–10 p.) | Yangju Citizen  |
| Suwon Samsung Bluewings      | 0–0 (4–2 p.)  | Anyang          |
| Daegu                        | 2–0           | Gimhae          |
| Gimcheon Sangmu              | 3–2 (t. s.)   | Seongnam        |
| Chungnam Asan                | 1–3           | Pohang Steelers |
| Gangwon                      | 2–0           | Seoul E-Land    |
| Ulsan Hyundai                | 3–0           | Gyeongnam       |
| Busan Transportation Company | 2–2 (3–5 p.)  | Jeonnam Dragons |

## Fase final

### Cuadro de desarrollo
|  | Cuartos de final        | Cuartos de final        | Cuartos de final     |                      |               | Semifinales   | Semifinales   | Semifinales   |  |       | Final                                          | Final                                          | Final                                          | Final                                          | Final                                          |  |
|  | 11 de agosto            | 11 de agosto            | 11 de agosto         |                      |               | 27 de octubre | 27 de octubre | 27 de octubre |  |       | 24 de noviembre (ida) 11 de diciembre (vuelta) | 24 de noviembre (ida) 11 de diciembre (vuelta) | 24 de noviembre (ida) 11 de diciembre (vuelta) | 24 de noviembre (ida) 11 de diciembre (vuelta) | 24 de noviembre (ida) 11 de diciembre (vuelta) |  |
|  |                         |                         |                      |                      |               |               |               |               |  |       |                                                |                                                |                                                |                                                |                                                |  |
|  |                         |                         |                      |                      |               |               |               |               |  |       |                                                |                                                |                                                |                                                |                                                |  |
|  | Gangwon                 | Gangwon                 | 2                    |                      |               |               |               |               |  |       |                                                |                                                |                                                |                                                |                                                |  |
|  | Gangwon                 | Gangwon                 | 2                    |                      |               |               |               |               |  |       |                                                |                                                |                                                |                                                |                                                |  |
|  | Suwon Samsung Bluewings | Suwon Samsung Bluewings | 0                    |                      |               |               |               |               |  |       |                                                |                                                |                                                |                                                |                                                |  |
|  | Suwon Samsung Bluewings | Suwon Samsung Bluewings | 0                    |                      | Gangwon       | Gangwon       | 0             |               |  |       |                                                |                                                |                                                |                                                |                                                |  |
|  |                         |                         |                      |                      | Gangwon       | Gangwon       | 0             |               |  |       |                                                |                                                |                                                |                                                |                                                |  |
|  |                         |                         | Daegu                | Daegu                | 1             |               |               |               |  |       |                                                |                                                |                                                |                                                |                                                |  |
|  | Daegu                   | Daegu                   | Daegu                | Daegu                | 1             | 2             |               |               |  |       |                                                |                                                |                                                |                                                |                                                |  |
|  | Daegu                   | Daegu                   |                      |                      |               |               |               |               |  |       |                                                |                                                |                                                |                                                |                                                |  |
|  | Gimcheon Sangmu         | Gimcheon Sangmu         | 1                    |                      |               |               |               |               |  |       |                                                |                                                |                                                |                                                |                                                |  |
|  | Gimcheon Sangmu         | Gimcheon Sangmu         | 1                    |                      |               |               |               |               |  | Daegu | Daegu                                          | 1                                              | 3                                              | 4                                              |                                                |  |
|  |                         |                         |                      |                      |               |               |               |               |  | Daegu | Daegu                                          | 1                                              | 3                                              | 4                                              |                                                |  |
|  |                         |                         | Jeonnam Dragons (v.) | Jeonnam Dragons (v.) | 0             | 4             | 4             |               |  |       |                                                |                                                |                                                |                                                |                                                |  |
|  | Ulsan Hyundai           | Ulsan Hyundai           | Jeonnam Dragons (v.) | Jeonnam Dragons (v.) | 0             | 4             | 4             | 2             |  |       |                                                |                                                |                                                |                                                |                                                |  |
|  | Ulsan Hyundai           | Ulsan Hyundai           |                      |                      |               |               |               | 2             |  |       |                                                |                                                |                                                |                                                |                                                |  |
|  | Yangju Citizen          | Yangju Citizen          | 0                    |                      |               |               |               |               |  |       |                                                |                                                |                                                |                                                |                                                |  |
|  | Yangju Citizen          | Yangju Citizen          | 0                    |                      | Ulsan Hyundai | Ulsan Hyundai | 1             |               |  |       |                                                |                                                |                                                |                                                |                                                |  |
|  |                         |                         |                      |                      | Ulsan Hyundai | Ulsan Hyundai | 1             |               |  |       |                                                |                                                |                                                |                                                |                                                |  |
|  |                         |                         | Jeonnam Dragons      | Jeonnam Dragons      | 2             |               |               |               |  |       |                                                |                                                |                                                |                                                |                                                |  |
|  | Jeonnam Dragons         | Jeonnam Dragons         | Jeonnam Dragons      | Jeonnam Dragons      | 2             | 1             |               |               |  |       |                                                |                                                |                                                |                                                |                                                |  |
|  | Jeonnam Dragons         | Jeonnam Dragons         |                      |                      |               |               |               |               |  |       |                                                |                                                |                                                |                                                |                                                |  |
|  | Pohang Steelers         | Pohang Steelers         | 0                    |                      |               |               |               |               |  |       |                                                |                                                |                                                |                                                |                                                |  |
|  | Pohang Steelers         | Pohang Steelers         | 0                    |                      |               |               |               |               |  |       |                                                |                                                |                                                |                                                |                                                |  |
|  |                         |                         |                      |                      |               |               |               |               |  |       |                                                |                                                |                                                |                                                |                                                |  |

### Cuartos de final
| 11 de agosto  | Gangwon                     | 2:0 (0:0) | Suwon Samsung Bluewings | Chuncheon Songam Sports Town, Chuncheon |                            |
| 19:00 (UTC+9) | Kim Dae-won 50', 90' (pen.) | Reporte   |                         | Árbitro(s): Park Byung-jin              | Árbitro(s): Park Byung-jin |

| 11 de agosto  | Daegu                                   | 2:1 (0:0) | Gimcheon Sangmu | DGB Daegu Bank Park, Daegu |                          |
| 19:00 (UTC+9) | Cesinha 88' (pen.) · Kim Jin-hyuk 90+1' | Reporte   | Oh Hyun-gyu 81' | Árbitro(s): Jung Hoe-soo   | Árbitro(s): Jung Hoe-soo |

| 11 de agosto  | Ulsan Hyundai                     | 2:0 (1:0) | Yangju Citizen | Estadio de Fútbol Ulsan Munsu, Ulsan |                           |
| 19:00 (UTC+9) | Yun Il-lok 22' · Kim Ji-hyeon 74' | Reporte   |                | Árbitro(s): Shin Yong-jun            | Árbitro(s): Shin Yong-jun |

| 11 de agosto  | Jeonnam Dragons  | 1:0 (0:0) | Pohang Steelers | Estadio de Fútbol de Gwangyang, Gwangyang |                          |
| 19:00 (UTC+9) | Choi Hyo-jin 47' | Reporte   |                 | Árbitro(s): Ko Hyung-jin                  | Árbitro(s): Ko Hyung-jin |

### Semifinales
| 27 de octubre | Gangwon | 0:1 (0:0) | Daegu     | Chuncheon Songam Sports Town, Chuncheon |                          |
| 19:00 (UTC+9) |         | Reporte   | Lamas 59' | Árbitro(s): Lee Dong-jun                | Árbitro(s): Lee Dong-jun |

| 27 de octubre | Ulsan Hyundai          | 1:2 (0:1) | Jeonnam Dragons                       | Estadio de Fútbol Ulsan Munsu, Ulsan |                         |
| 19:00 (UTC+9) | Qazaishvili 79' (pen.) | Reporte   | Lee Jong-ho 22' · Jang Soon-hyeok 49' | Árbitro(s): Kim Hee-gon              | Árbitro(s): Kim Hee-gon |

### Final
| Ida; 24 de noviembre | Jeonnam Dragons | 0:1 (0:1) | Daegu            | Estadio de Fútbol de Gwangyang, Gwangyang |                            |
| 20:00 (UTC+9)        |                 | Reporte   | Lamas 26' (pen.) | Árbitro(s): Park Byung-jin                | Árbitro(s): Park Byung-jin |

| Vuelta; 11 de diciembre                                                | Daegu                                 | 3:4 (1:2) | Jeonnam Dragons                                                         | DGB Daegu Bank Park, Daegu |                            |
| 12:30 (UTC+9)                                                          | Cesinha 41' · Edgar 51' · Tsubasa 67' | Reporte   | Park Chan-yong 38' · Goh Tae-won 45+1' · Zoteev 56' · Jeong Jae-hee 83' | Árbitro(s): Kim Jong-hyeok | Árbitro(s): Kim Jong-hyeok |
| Jeonnam Dragons quedó campeón gracias a la regla del gol de visitante. |                                       |           |                                                                         |                            |                            |

|                                    |
| Bandera de Corea del Sur           |
| Campeón Jeonnam Dragons 4.º título |